# Xã Menz, Quận Sioux, Bắc Dakota
Xã Menz (tiếng Anh: Menz Township) là một xã thuộc quận Sioux, tiểu bang Bắc Dakota, Hoa Kỳ. Năm 2010, dân số của xã này là 28 người.